# Dům Truhlářská 8 (Praha)
Dům čp. 1113/II v Praze na Novém Městě v Truhlářské ulici č. 8 je památkově chráněný původně gotický dům, přestavěný barokně a klasicistně. Nazýván byl „Na skále“, „Na pískách“ či „dům Ratzenbeckský“.

## Historie
Dům vznikl sloučením dvou nebo tří starších domů. V 80. letech 17. století a v první čtvrtině 18. století byl barokně přestavován, zásadní přestavba po roce 1784 souvisí s tím, že dům koupila evangelická církev a taneční sál v prvním patře upravila na modlitebnu pro 300 osob. Dům sloužil prvnímu českému protestantskému sboru na území Prahy po vydání tolerančního patentu, jednalo se o sbor augsburského vyznání. V modlitebně byly dvě řady lavic, za stolem Páně stála nízká kazatelna a po straně byly varhany. V dalších částech domu byly byty pro duchovního a kostelníka. Od roku 1785 využíval modlitebnu i německý protestantský sbor, který v roce 1790 nebo 1791  přesídlil do kostela svatého Michala v Jirchářích. Po Protestantském patentu český sbor získal v roce 1863 kostel U Salvátora, dům v Truhlářské ulici byl pronajat a opět tu vznikl taneční sál. V roce 1905 sbor dům prodal a za získané peníze opravil salvátorský kostel. Ve 20. století byl sál rozdělen příčkami na byty, v nebytových prostorách fungovalo sedlářství, hokynářství či zámečnická dílna, dům se ale dochoval v podstatě v původním stavu, v jakém byl v 19. století, pod vrstvami omítky zůstala zachována dekorativní výmalba či možná nápisy biblických veršů, kterými jsou tradičně zdobeny interiéry tolerančních modliteben. Prostory prvního patra a půdy byly dlouhou dobu nevyužívané.
Českobratrská církev evangelická uvažovala o získání objektu a umístění nové expozice dějin evangelictví v České republice v tomto domě. Z těchto úvah brzy sešlo, církev ale finančně přispěla na odkrytí a rekonstrukci výmalby a na fasádu domu umístila pamětní desku, které připomíná historii domu. V interiéru je plánováno rovněž zřízení menší historické expozice.

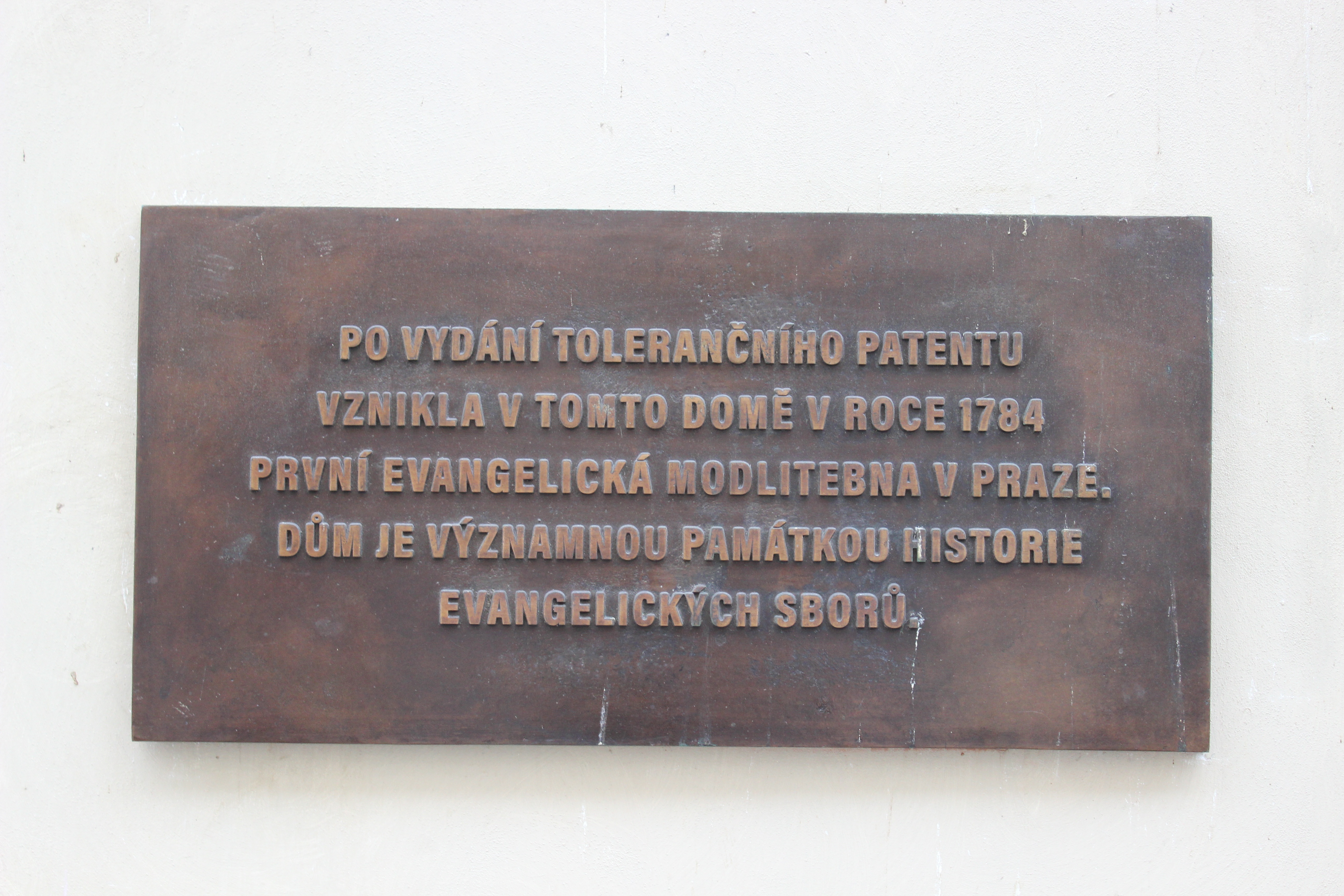
Pamětní deska na domě v Truhlářské 8.

## Rekonstrukce

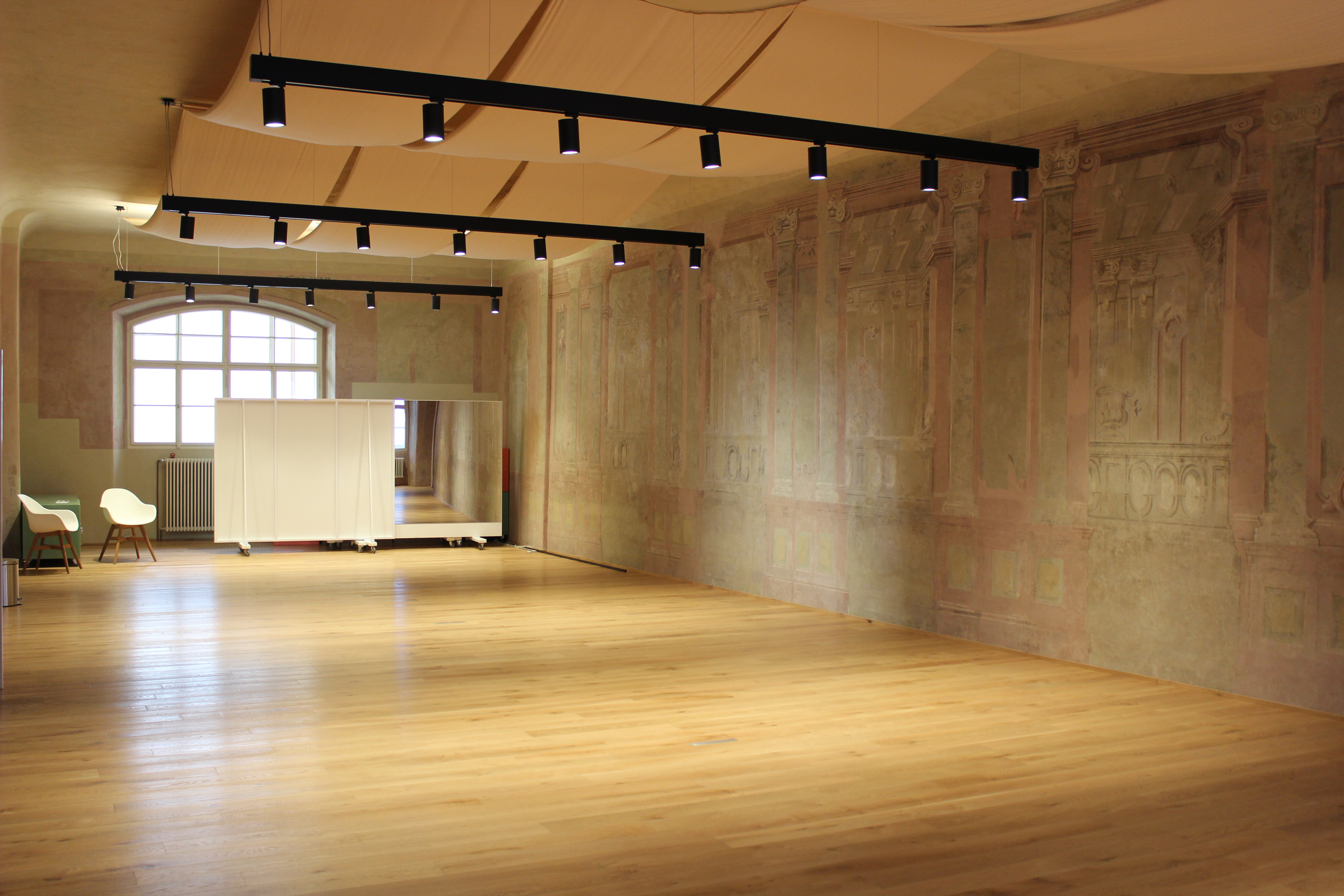
Zrekonstruovaný hlavní sál

V roce 2020 se rozběhla rekonstrukce domu, v plánu je jeho využití jako dům dětí a mládeže, prostor by v něm měl mít u klub maminek či seniorů, z bývalé modlitebny bude multifunkční sál, obnovena bude i zahrada. Projekt počítá s přístupem do domu přes přistavěnou moderní věž s výtahem a schodištěm. Při rekonstrukci byly odkryty nástěnné malby v místě modlitebny a bytu faráře, dokonce i na příčce, kterou bylo plánováno odstranit. Výmalba sálu a jedné z dalších místností se dochovala a byla odkryta prakticky kompletní. Rekonstruovány byly rovněž a barokní malby na fasádě. Rekonstruuje se také krov domu, který by měl zůstat odhalený, podle dendrochronologického výzkumu jsou jeho nejstarší části z let 1688–1689. V roce 2023 byla rekonstrukce dokončena a dům se stal sídlem střediska volného času.